# Nomindra kinchega
Nomindra kinchega là một loài nhện trong họ Gnaphosidae.
Loài này thuộc chi Nomindra. Nomindra kinchega được Norman I. Platnick & Barbara Baehr miêu tả năm 2006.